# Oswald Achenbach

Vuurwerk in Napels (1875)

Oswald Achenbach (Düsseldorf, 2 februari 1827 - aldaar, 1 februari 1905) was een Duits landschapsschilder.
Oswald Achenbach werd geboren in Düsseldorf in 1827 en volgde zijn opleiding aldaar aan de kunstacademie en bij zijn broer Andreas Achenbach, die ook schilderde. Ter verdieping van zijn natuurstudies maakte hij een reis door Tirol en Italië. Zijn landschappen hebben vaak oog voor de rijke en gloeiende effecten van kleur, hetgeen hem dan ook naar de baai van Napels en Rome bracht.
Zijn landschappen (vaak met figuren) zijn romantisch van aard en meestal door Italië geïnspireerd, zoals Tafereel in een Italiaans park (München, Neue Pinakothek).
Oswald Achenbach is op zijn best in schilderwerken van klein formaat die een vlotte penseelvoering tonen.
- Gemeinsame Normdatei: 119540363
- International Standard Name Identifier: 0000 0000 6675 9424
- KulturNav: 2fefc376-9931-44cb-8a5d-b9ee3575cd75
- Library of Congress Control Number: nr89015636
- Nationale Bibliotheek van Israël: 987007509851705171
- Nationale Bibliotheek van Polen: a0000001859871
- Nederlandse Thesaurus van Auteursnamen: 183472063
- RKD-Nederlands Instituut voor Kunstgeschiedenis: 274
- SNAC: w6wh6m0s
- Système universitaire de documentation: 146208056
- Union List of Artist Names: 500000023
- Virtual International Authority File: 25414912
- WorldCat: E39PBJgX88QVYtxfrkP8jM4Qbd